# 科爾法克斯鎮區 (密蘇里州哈里森縣)
科爾法克斯鎮區（英語：Colfax Township）是位於美國密蘇里州哈里森縣的一個行政鎮區。

## 地方資料
科爾法克斯鎮區的面積為111.40平方千米，當中陸地面積為110.56平方千米，而水域面積為0.84平方千米。根據2020年美國人口普查的數據，當地共有人口725人，而人口密度為每平方千米6.51人。